# Zápas řecko-římský na Evropských hrách 2019
Soutěže v zápasu řecko-římském na II. Evropských hrách proběhly ve Sportovním paláci v Minsku ve dnech 28. až 30. června 2019.

## Informace a program
- Soutěžilo se v olympijských váhových kategoriích.
- Na rozdíl od roku 2015 turnaj nebyl spojen s mistrovstvím Evropy, které proběhlo v dubnu.
- Každá jednotlivá váhová kategorie byla omezena maximálním počtem 16 startujících, tj. celkem 96 účastníky.
- Soutěží v zápasu v řecko-římském se zúčastnilo 94 sportovců z 27 evropských zemí.

### Vyřazovací boje
- PA – 28. 6. 2019 – muži (−60 kg, −67 kg, −77 kg)
- SO – 29. 6. 2019 – muži (−87 kg, −97 kg, −130 kg)

### Souboje o medaile
- SO – 29. 6. 2019 – muži (−60 kg, −67 kg, −77 kg)
- NE – 30. 6. 2019 – muži (−87 kg, −97 kg, −130 kg)

## Česká stopa
- -130 kg - Štepán David

## Výsledky

### Muži
| Kategorie | Podrobně | Zlato                                        | Stříbro                 | Bronz                    | Bronz                    |
| --------- | -------- | -------------------------------------------- | ----------------------- | ------------------------ | ------------------------ |
| −60 kg    | podrobně | Stěpan Marjanjan (RUS)                       | Erik Torba (HUN)        | Davit Čchartyšvili (GEO) | Victor Ciobanu (MDA)     |
| −67 kg    | podrobně | Zaur Kabalojev (RUS)                         | Šmagi Bolkvadze (GEO)   | Mate Nemeš (SRB)         | Soslan Daurov (BLR)      |
| −77 kg    | podrobně | Alexandr Čechirkin (RUS)                     | Karapat Čaljan (ARM)    | Tamás Lőrincz (HUN)      | Alex Kessidis (SWE)      |
| −87 kg    | podrobně | Žan Beleňuk (UKR)                            | Islam Abbasov (AZE)     | Viktor Lőrincz (HUN)     | Arkadiusz Kułynycz (POL) |
| −97 kg    | podrobně | Artur Aleksanjan (ARM)                       | Alexandr Grabovik (BLR) | Felix Baldauf (NOR)      | Alexandr Golovin (RUS)   |
| −130 kg   | podrobně | Kirill Griščenko (BLR) Ijakob Kadžaija (GEO) | Sergej Semjonov (RUS)   | Sabáh Šaríatí (AZE)      | Mykola Kučmyj (UKR)      |